# Utricularia warburgii
Utricularia warburgii ist eine Pflanzenart aus der Gattung der Wasserschläuche (Utricularia) innerhalb der Familie der Wasserschlauchgewächse (Lentibulariaceae). Diese fleischfressende Pflanzenart ist ein Endemit im östlichen China.

## Beschreibung

### Vegetative Merkmale
Utricularia warburgii ist eine ein- bis zweijährige, terrestrische Pflanze von kriechendem Wuchs. Sie bildet nur wenige Rhizoide von einfachem Bau und einer Dicke von etwa 0,1 mm. Die Stolone hingegen sind zahlreich, verzweigt und mehrere Zentimeter lang, bei einer Dicke von etwa 0,15–0,25 mm. Die Laubblätter sind zahlreich und rosettig an den Knoten der Stolone angeordnet, sie sind gestielt und die Lamina schmal verkehrt ei- bis keilförmig mit abgerundeter Spitze. Sie werden bis zu 1,5 cm lang und 1,5 mm breit, sie weisen jeweils nur eine Blattader auf.
Die Fallen sind zahlreich und eiförmig an kurzen Stielen sitzend, ihre Größe schwankt zwischen 0,5 und 1,0 mm. Die Öffnung sitzt seitlich und weist einen stark schrägen, trichterförmigen und nach innen weisenden Kragen auf, die Innenfläche der Fallen ist mit strahlenförmig angeordneten Reihen von kurzstieligen Drüsen besetzt. Die Rückseite des Kragens (nach außen hin) ist in einen langen, schmal länglich-eiförmigen, gewölbten, gekielten und stumpfen „Schnabel“ ausgezogen, der mit kurzstieligen Drüsen besetzt ist, die Fallenöffnung überdacht und so lang wie der gesamte Fallenapparat sein kann.

### Generative Merkmale
Der Blütenstand ist aufrecht, von einfachem Bau und meist unverzweigt, seltener paarig geteilt. Der 7–10 cm lange Blütenstandsschaft ist im Querschnitt rund, 0,3–0,4 mm dick und drüsig behaart. Die Brakteen sind an ihrer Basis verwachsen, oval und etwa 1,3 mm lang. Die Blüten erscheinen zu zweit oder zu dritt.
Die zwittrigen Blüten sind zygomorph und fünfzählig mit doppelter Blütenhülle. Die Kelchblätter sind ca. 2 mm lang, leicht konvex und mit Papillen besetzt. Die obere Spreite ist breit-eiförmig, die untere ist schmal-länglich. Die Blütenkrone ist 6–8 mm lang und bläulich-purpurn gefärbt und mit einem gelb-weißen Schlundfleck verziert. Die obere Blütenlippe ist über ihrer Mitte eingebuchtet; die untere Lippe ist quer elliptisch, mit einer gut sichtbaren Schwellungen und einer abgerundeten Spitze. Nahe ihrer Basis weist die untere Lippe markante, hornförmige Ausbuchtungen je links und rechts des Lippenkamms auf. Der Blütensporn ist pfriemförmig und etwas länger als die Unterlippe.
Die Samenkapseln sind kugelförmig, ihr Durchmesser beträgt ca. 1,8 mm. Die Kapselwände sind feist und relativ dick. Die Samenkörner sind eiförmig und etwa 0,25 mm groß.

## Verbreitung und Habitat
Utricularia warburgii wächst vornehmlich in den Distrikten Lu-shan, Ningbo und Zhejiang in der Provinz Jiangxi (江西) in China an sonnigen Standorten auf sumpfigen, sauren und nährstoffarmen Feuchtwiesen und nassem Fels in Höhenlagen zwischen 800 und 2000 Metern. Ihr Habitat zeichnet sich durch dichten Bewuchs an Sauergräsern, Binsengewächsen und Süßgräsern aus.

## Systematik
Utricularia warburgii wird der Sektion Nigriscentes zugeordnet, zu der auch die Arten Utricularia bracteata und Utricularia caerolea gerechnet werden. Mit Utricularia caerolea ist Utricularia warburgii am nächsten verwandt.